# Leigh Woods
Leigh Woods är en by i North Somerset i Somerset i England. Byn är belägen 57,7 km 
från Taunton. Orten har 571 invånare (2016).